# Carlota de Eschaumburgo-Lipa
Carlota de Eschaumburgo-Lipa (10 de outubro de 1864 - 16 de julho de 1946) foi Rainha de Württemberg como a esposa do rei Guilherme II. Era filha do príncipe Guilherme de Eschaumburgo-Lipa e da sua esposa, a princesa Batilde de Anhalt-Dessau. Não foi apenas a última Rainha de Württemberg, mas também a última rainha de estado alemão a morrer.

## Primeiros anos
Carlota nasceu no Schloss Ratiborschitz, na Boémia e cresceu no estado principesco de Náchod. Além de ter interesses gerais por cultura tais como música e arte, Carlota também gostava de praticar desportos como natação, ténis, ciclismo e, algo que era pouco comum para uma mulher da sua época, ski. Também tinha uma grande paixão por caça.

## Casamento
A 8 de abril de 1886, Carlota casou-se com o herdeiro do trono do reino de Württemberg, o príncipe-herdeiro Guilherme que sucedeu como rei em 1891. Carlota era a sua segunda esposa e, tal como a sua antecessora, a princesa Maria de Waldeck e Pyrmont, considerava-se que não tinha influência política. Se o casamento se realizou por razões de estado, uma vez que Guilherme não tinha herdeiros masculinos, acabaria por ser um erro, uma vez que Carlota não teve filhos.
Como princesa de Württemberg, Carlota começou por viver entre Ludwigsburgo e Estugarda, mas quando se tornou rainha, passou a viver permanentemente no Wilhelmspalais em Estugarda. Entre Junho e Outubro, o casal mudou-se para a sua residência em Friedrichshafen. Finalmente entre Novembro e Dezembro, Guilherme e Carlota passaram a ter umas férias de duas semanas permanentes no Schloss Bebenhausen, em Bebenhausen, perto da Tubinga para caçar. Após a revolução de 1918, Carlota passou a viver lá permanentemente.
Em 1890, Guilherme levou a sua nova esposa a Inglaterra onde a duquesa de Iorque comentou: "Gostamos muito da Carlota, é uma alma boa e honesta, apesar de ser bastante brusca, mas parece dar-se bem com todos os membros da família Württemberg, o que mostra que tem grande tacto."

## Rainha de Württemberg

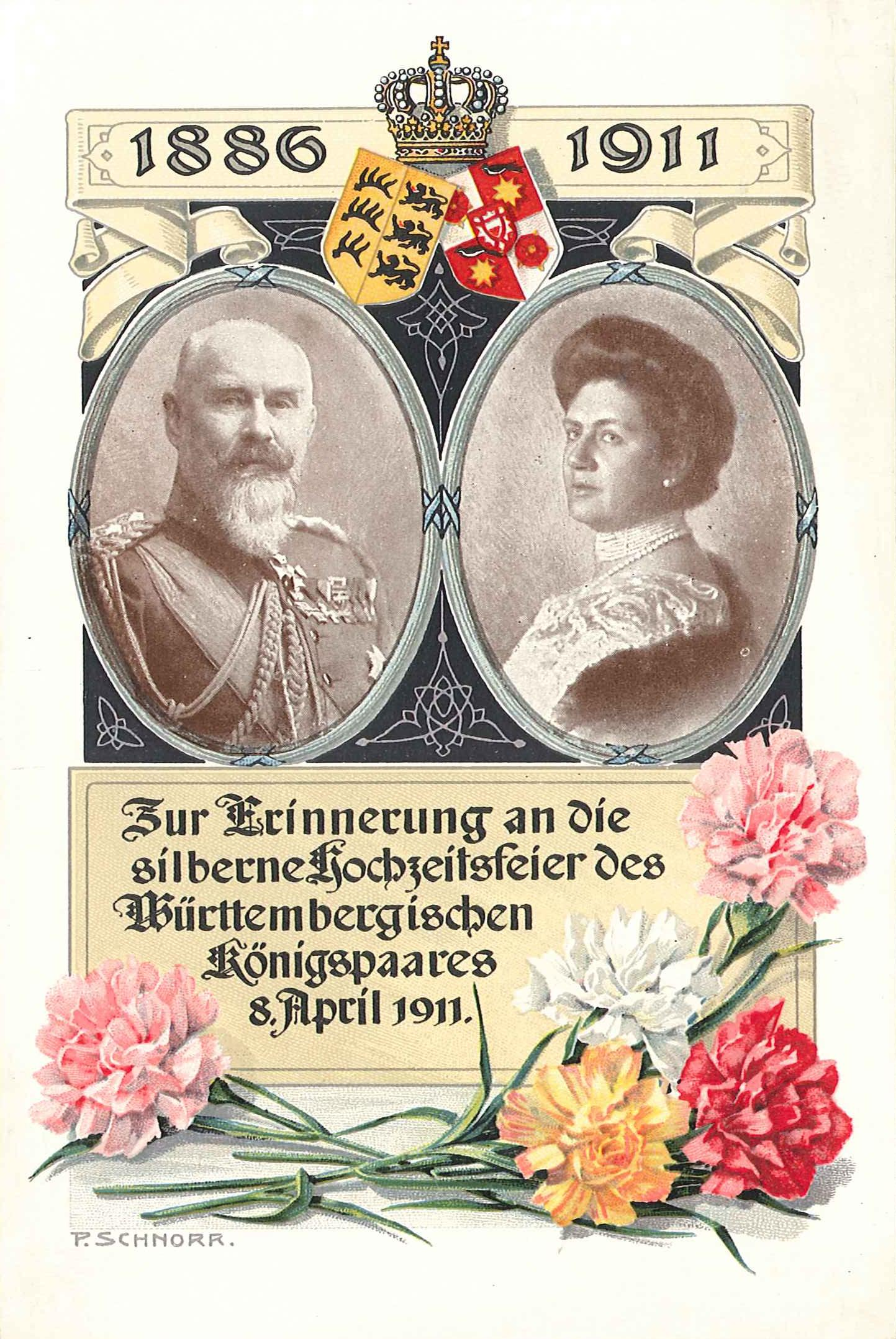
Imagem comemorativa das Bodas de Prata de Carlota e Guilherme em 1911.

O rei Guilherme II era muito popular com as pessoas da sua época, mas a relação da rainha Carlota com o povo de Württemberg era, pelo contrário, muito reservada, como é visível em algumas publicações da época nas quais um entusiasmo distinto pelo rei aparece acompanhado de uma frieza aparente pela rainha. O facto de não ter tido filhos contribuiu certamente para esta ideia, mas, por si só, não a explica completamente.
A razão principal parece prender-se com o facto de Carlota aparentemente não gostar de executar os seus deveres públicos e cerimoniais, algo que o público sentia que devia fazer. Por exemplo, preferia celebrar os seus aniversários na privacidade de Friedrichshafen em vez de forma pública com os seus súbditos. Deixava o rei sozinho a maior parte das vezes quando ele fazer inspecções militares e, depois de alguns anos, deixou de o acompanhar na celebração pública do seu aniversário. Também não era considerada suficientemente importante para a sua nova posição. Em 1892, a grã-duquesa de Mecklenburg-Strelitz comentou: "Ouvi dizer (...) que é demasiado alegre e descontrolada para uma rainha e ainda por cima é feia." A irmã da grã-duquesa, a duquesa de Teck, gostava de Carlota, mas achava que ela não se preocupava o suficiente com as suas roupas e aparência. Esta atitude contrastava fortemente com a do marido que era conhecido por ser um homem inteligente e distinto com gostos estéticos.
Apesar de tudo, Carlota mostrava interesse e abertura por algumas causas sociais, grande parte delas relacionadas com benefícios das mulheres. Como era exigido pela conveniência, herdou várias organizações caritativas da sua antecessora, entre as quais se encontravam uma organização de diaconisas, a União das Mulheres Suabianas, o Banco de Poupanças de Württemberg e a Cruz Vermelha. Entre estas associações, o seu maior interesse eram as que estavam ligadas de alguma forma a causas femininas. Carlota não estava envolvida directamente no movimento feminista, mas mostrava vontade para ajudar instituições que, de várias maneiras, melhoravam muito a posição social das mulheres, e mostrava um maior apoio por instituições que educavam jovens para as ajudar a ser independentes e se sustentarem através do seu trabalho. Apoiava principalmente a União de Pintoras Femininas de Württemberg e pela primeira escola secundária para mulheres em Württemberg, a Charlottengymnasium em Estugarda.
O seu apoio pelo Malerinnenverein mostra um interesse por arte e cultura. Juntamente com o marido, era também activa na vida cultural do país e ia muitas vezes ao teatro e à ópera.
Após a Revolução Espartaquista de 1918 e a abolição da monarquia, Guilherme II chegou a acordo com o estado de Württemberg que tanto ele como a esposa receberiam um rendimento anual e o direito de viver o resto da vida no Schloss Bebenhausen onde, após a morte de Guilherme em 1921, Carlota passou a sair raramente da residência e usando o título de duquesa de Württemberg por mais um quarto de século. Em 1944 sofreu uma apoplexia que a forçou a viver os seus últimos anos de vida numa cadeira-de-rodas.
A rainha Carlota morreu em Bebenhausen a 16 de julho de 1946 aos oitenta-e-dois anos de idade. Não só foi a última rainha de Württemberg, mas também a última rainha de um estado alemão a morrer: a rainha da Baviera tinha morrido em 1919 e a rainha da Prússia em 1921. Foi enterrada, quase sem ser notada, a 23 de julho de 1946 no Altar Friedhof em Ludwigsburgo ao lado do marido.

## Genealogia
| Carlota de Eschaumburgo-Lipa | Pai: Guilherme de Eschaumburgo-Lipa | Avô paterno: Jorge Guilherme, Príncipe de Eschaumburgo-Lipa | Bisavô paterno: Filipe II, Conde de Eschaumburgo-Lipa         |
| Carlota de Eschaumburgo-Lipa | Pai: Guilherme de Eschaumburgo-Lipa | Avô paterno: Jorge Guilherme, Príncipe de Eschaumburgo-Lipa | Bisavó paterna: Juliana de Hesse-Philippsthal                 |
| Carlota de Eschaumburgo-Lipa | Pai: Guilherme de Eschaumburgo-Lipa | Avó paterna: Ida de Waldeck e Pyrmont                       | Bisavô paterno: Jorge I, Príncipe de Waldeck e Pyrmont        |
| Carlota de Eschaumburgo-Lipa | Pai: Guilherme de Eschaumburgo-Lipa | Avó paterna: Ida de Waldeck e Pyrmont                       | Bisavó paterna: Augusta de Schwarzburg-Sondershausen          |
| Carlota de Eschaumburgo-Lipa | Mãe: Batilde de Anhalt-Dessau       | Avô materno: Frederico Augusto de Anhalt-Dessau             | Bisavô materno: Frederico, Príncipe-Herdeiro de Anhalt-Dessau |
| Carlota de Eschaumburgo-Lipa | Mãe: Batilde de Anhalt-Dessau       | Avô materno: Frederico Augusto de Anhalt-Dessau             | Bisavó materna: Amália de Hesse-Homburgo                      |
| Carlota de Eschaumburgo-Lipa | Mãe: Batilde de Anhalt-Dessau       | Avó materna: Maria Luísa de Hesse-Cassel                    | Bisavô materno: Guilherme de Hesse-Cassel                     |
| Carlota de Eschaumburgo-Lipa | Mãe: Batilde de Anhalt-Dessau       | Avó materna: Maria Luísa de Hesse-Cassel                    | Bisavó materna: Luísa Carlota da Dinamarca                    |